# 謝斯凱城堡

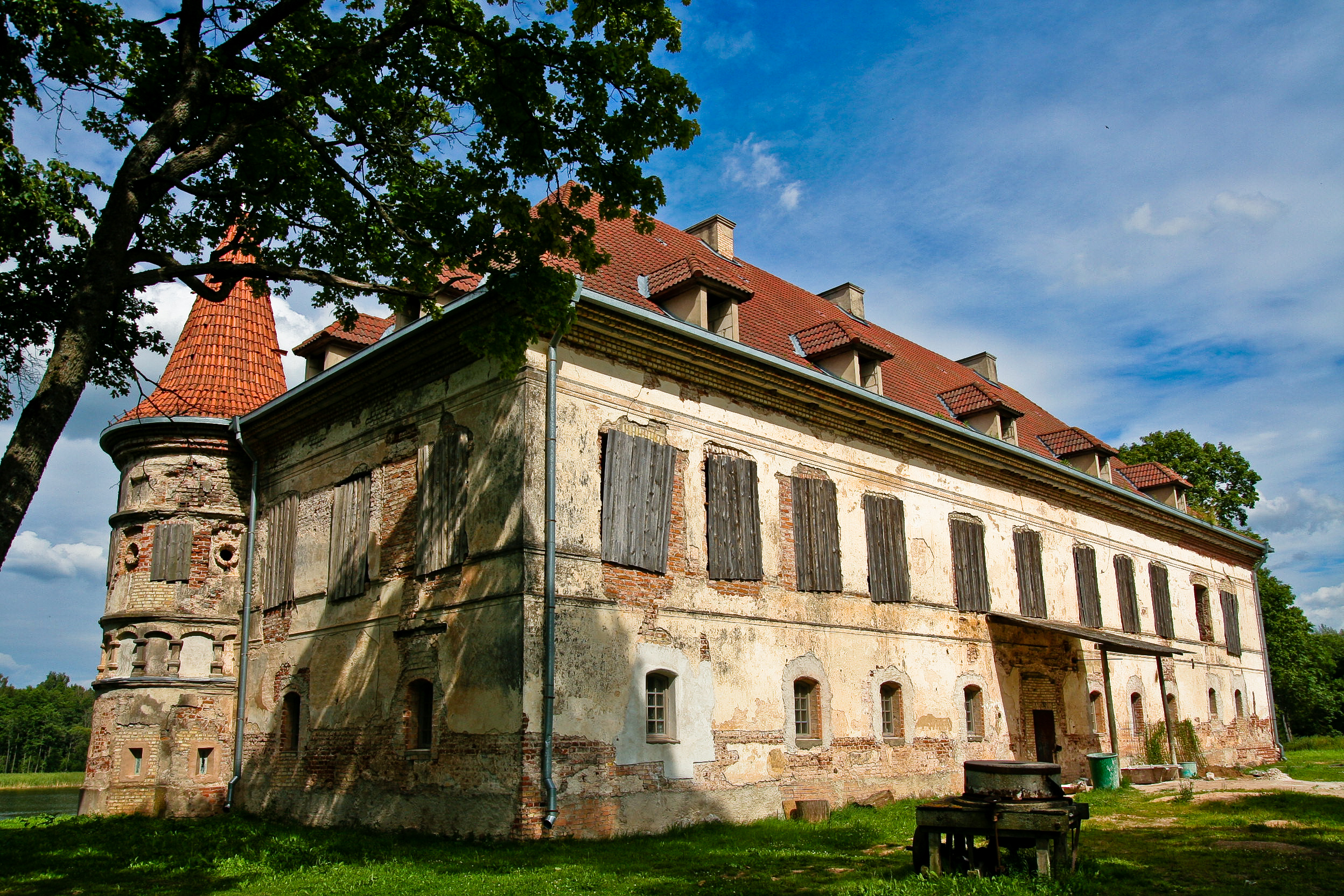
謝斯凱城堡

謝斯凱城堡是立陶宛的一座城堡建築，位於立陶宛中部烏克梅爾蓋區謝斯凱鎮。這座城堡臨謝斯凱湖，修建於16世紀，是一座文藝復興式建築。自1990年開始，城堡正在進行重建工程。

## 外部連結
- Siesikų (Daugailių) dvaras （页面存档备份，存于） （立陶宛文）

55°17′12″N 24°30′49″E / 55.28667°N 24.51361°E